# Logan Pause
Logan Allen Pause (ur. 22 sierpnia 1981 w Hillsborough) – amerykański piłkarz grający na pozycji defensywnego pomocnika w Chicago Fire.